# 二宫美穗
二宫美穗（1975年8月22日—）是一名日本柔道运动员，生于熊本县菊池郡大津町。她14岁在熊本县立阿苏高等学校就读时开始练习柔道，并在全国高等学校柔道锦标赛中获得第三名，后进入日本体育大学体育学部武道学科学习。于1997年及1998年分别赢得了皇后杯日本女子柔道锦标赛两次。1997年巴黎柔道世锦赛，二宫美穗在72公斤及以上级比赛中获得银牌，并在无差别比赛中获得了通牌。同年在马尼拉举行的亚锦赛中，她在72公斤及以上级和无差别比赛中各获得了一枚金牌。她在1998年曼谷亚运会取得了一枚78公斤及以上级铜牌。1999年伯明翰世锦赛中，她在无差别比赛中获得了一枚银牌，在78公斤及以上级比赛中获得了铜牌。然而，她在奥运会选拔赛被击败，无缘2000年奥运会。
此外，她还在全国女子柔道锦标赛获得过三次冠军（95年、96年、01年），在福冈国际女子柔道锦标赛中获得过一次冠军（99年）、两次亚军和四次季军。
退役后，在诚道馆山塾道场担任教练。

## 引用
1. ↑  . Baseball Magazine Sha Co., Ltd. 1995-06-20.
2. ↑  .   [2017-09-10]. （原始内容存档于2010-02-26）.